# Lauren Koslow
Lauren Koslow (Boston (Massachusetts), 9 maart 1953) is een soapactrice die bekend is van haar rollen in dramaseries, zoals Days of our Lives waar ze sinds 1996 het personage Kate Roberts speelt. Daarvoor maakte ze deel uit van de oorspronkelijke bezetting van Mooi en Meedogenloos, waar ze van 1987 tot 1992 het personage Margo Lynley vertolkte. Ook speelde ze in The Young and the Restless.